# Свети Николай Макариотисин
„Свети Николай Макариотисин“ (на гръцки: Άγιος Νικόλαος της Μακαριώτισσας) е късносредновековна православна църква в южномакедонския град Бер (Верия), Егейска Македония, Гърция. Храмът е част от енория „Свети Йоан Милостиви“.

## История
Църквата е издигната през XVI век. В архитектурно отношение първоначално е еднокорабен храм с дървен покрив. В началото на XVIII век църквата претърпява много архитектурни интервенции, като днес от оригиналния храм е запазена само част от западната стена. Според надписа ктитор на храма и на по-голямата част от живописната украса, датираща 1571 – 1573 година, е монахиня Ревека. В притвора, на западната стена и в светилището са запазени стенописи от XVI и XVIII век.
В 1924 година църквата е обявена за паметник на културата.